# Lott (Texas)
Pour les articles homonymes, voir Lott.
Lott est une ville située au centre du comté de Falls, au Texas, aux États-Unis,.

## Histoire
La Texas Townsite Company achète le terrain en 1889. Lorsque le chemin de fer de la San Antonio and Aransas Pass Railway est construit dans la région, en 1890, Lott est fondée. Elle est nommée en l'honneur d'Uriah Lott, président de la compagnie de chemin de fer. La ville est également incorporée en 1890.

## Démographie
Lors du recensement de 2010, la ville comptait une population de 759 habitants. Elle est estimée, en 2016, à 734 habitants.

### Source de la traduction
- (en) Cet article est partiellement ou en totalité issu de l’article de Wikipédia en anglais intitulé « Lott, Texas » (voir la liste des auteurs).